# Санкт-Галленський S-Bahn
Санкт-Галленський S-Bahn — мережа S-Bahn з центром у Санкт-Галлені, Швейцарія.

## Лінії
Станом на грудень 2021 року, мережа складається з наступних ліній. Якщо не вказано інше, лінії мають ширину колії 1435 мм.
| #   | Маршрут                                                                        | Примітки                                                                 | Оператор               |
| --- | ------------------------------------------------------------------------------ | ------------------------------------------------------------------------ | ---------------------- |
| S1  | Віль–Санкт-Галлен–Романсгорн–Шаффгаузен                                        |                                                                          | THURBO                 |
| S2  | Неслау-Ной-Санкт-Йоганн — Санкт-Галлен–Роршах–Санкт-Маргретен — Альтштеттен СГ |                                                                          | THURBO                 |
| S4  | Санкт-Галлен–Зарганс–Уцнах–Санкт-Галлен                                        | Працює по кільцевому маршруту в обох напрямках                           | Südostbahn             |
| S5  | Вайнфельден–Санкт-Галлен–Санкт-Маргретен                                       |                                                                          | THURBO                 |
| S6  | Рапперсвиль–Уцнах–Цигельбрюкке–Шванден                                         |                                                                          | Südostbahn             |
| S7  | Вайнфельден–Романсгорн-Роршах                                                  |                                                                          | THURBO                 |
| S9  | Віль–Ватвіль                                                                   |                                                                          | THURBO                 |
| S10 | Віль–Вайнфельден–Романсгорн                                                    |                                                                          | THURBO                 |
| S12 | Зарганс–Ландкварт–Кур                                                          |                                                                          | THURBO                 |
| S14 | Вайнфельден–Кройцлінген–Констанц                                               |                                                                          | THURBO                 |
| S15 | Віль–Венгі–Фрауенфельд                                                         | Залізниця Фрауенфельд-Віль використовує ширину колії 1000 мм             | Frauenfeld-Wil-Bahn AG |
| S20 | Аппенцелль–Санкт-Галлен–Троген                                                 | Залізниця Аппенцелль-Ст. Галлен-Троген використовує ширину колії 1000 мм | Appenzeller Bahnen     |
| S21 | Аппенцелль–Санкт-Галлен–Троген                                                 | Залізниця Аппенцелль-Ст. Галлен-Троген використовує ширину колії 1000 мм | Appenzeller Bahnen     |
| S22 | Тойфен АР–Санкт-Галлен–Троген                                                  | Залізниця Аппенцелль-Ст. Галлен-Троген використовує ширину колії 1000 мм | Appenzeller Bahnen     |
| S23 | Госсау СГ–Аппенцелль–Вассерауен                                                | Залізниця Аппенцелль-Ст. Галлен-Троген використовує ширину колії 1000 мм | Appenzeller Bahnen     |
| S24 | Альтштеттен-Штадт–Гаїс                                                         | Залізниця Альтштеттен–Гаїс використовує ширину колії 1000 мм             | Appenzeller Bahnen     |
| S25 | Роршах-Гафен–Роршах–Гаїден                                                     |                                                                          | Appenzeller Bahnen     |
| S26 | Раїнек–Вальценхаузен                                                           | Залізниця Раїнек–Вальценхаузен використовує ширину колії 1200 мм         | Appenzeller Bahnen     |
| S81 | Герізау–Санкт-Галлен                                                           |                                                                          | THURBO                 |
| S82 | Санкт-Галлен–Віттенбах                                                         | Працює тільки в години пік                                               | THURBO                 |